# Rivière-d'Orpra
Rivière-d'Orpra era una comuna francesa que estaba situada en el departamento de Loira, de la región de Auvernia-Ródano-Alpes, que entre 1790 y 1794 se fusionó con la comuna de Debals, formando la nueva comuna de Débats-Rivière-d'Orpra.

## Demografía
No constan datos demográficos de la comuna en el momento de su fusión.